# Френк Гейс (жокей)
Френк Гейс (англ. Frank Hayes; 1901–1923) — американський дресирувальник коней і жокей. Відомий тим, що виграв перегони вже після своєї смерті.
4 червня 1923 року на іподромі Бельмонт-Парк у Елмонті, Нью-Йорк, виграв стипль-чез, незважаючи на смертельний серцевий напад у другій частині гонка.

## Смерть
Двадцятидворічний Гейс ніколи раніше не вигравав перегонів, оскільки він не був професійним жокеєм, а дресирувальником коней і конюхом. 4 червня 1923 року він взяв участь у перегонах на іподромі Белмонт-Парк у Елмонті (штат Нью-Йорк). Кінь-аутсайдер на ім'я Солодкий Поцілунок (Sweet Kiss), належав міс А. М. Фрейлінг. Гейз помер від серцевого нападу під час останньої частини гонки стипль-чез, і його тіло залишилося в сідлі, коли Солодкий Поцілунок перетнув фінішну пряму, перемігши з різницею на голову. Таким чином, Гейс став першим і поки що єдиним жокеєм, який виграв кінні перегони після смерті.
Смерть Гейса не була виявлена, поки міс Фрейлінг і представники перегонів не прийшли привітати його незабаром після перегонів. Було припущено, що смертельний серцевий напад міг бути викликаний надзвичайними зусиллями Гейса, щоб виконати вимоги щодо ваги, оскільки відомо, що він схуд із 64 кг до 59 кг за дуже короткий час.
Після того, як стало відомо про смерть Гейса, жокейський клуб скасував усі подальші формальності після перегонів, результат був оголошений офіційним без зважування. Гейс був похований через три дні, одягнений у жокейський костюм на кладовищі Святого Хреста в Брукліні, Нью-Йорк. Кінь більше ніколи не брав участь у перегонах.